# Sheri-Ann Brooks
Sheri-Ann Brooks (ur. 11 lutego 1983 w Kingston) – jamajska lekkoatletka, sprinterka.

## Osiągnięcia
- dwa złote medale igrzysk Wspólnoty Narodów (Melbourne 2006, bieg na 100 m & sztafeta 4 × 100 m)
- dwa medale igrzysk panamerykańskich (Rio de Janeiro 2007, bieg na 200 m – srebro & sztafeta 4 × 100 m – złoto)
- srebrny medal Mistrzostw Świata w Lekkoatletyce (sztafeta 4 × 100 m, Osaka 2007)
- brązowy medal w halowych mistrzostwach świata (bieg na 60 m, Doha 2010)
- złoto mistrzostw świata (eliminacje sztafety 4 × 100 metrów, Moskwa 2013)

Brooks reprezentowała Jamajkę podczas igrzysk olimpijskich w Pekinie, w biegu eliminacyjnym sztafety 4 × 100 metrów biegła na drugiej zmianie, czas jakie uzyskały Jamajki (42,24) był najlepszym wynikiem eliminacji. W finale Brooks została zastąpiona przez Sherone Simpson, a Jamajki nie ukończyły biegu. Złote medalistki – Rosjanki uzyskały rezultat 42,31.

## Rekordy życiowe
- Bieg na 100 metrów – 11,05 (2007)
- Bieg na 200 metrów – 22,70 (2008)
- bieg na 50 metrów (hala) – 6,21 (2010)
- bieg na 55 metrów (hala) – 6,74 (2010)
- bieg na 60 metrów (hala) – 7,14 (2010)